# Satoshi Tsunami
Satoshi Tsunami (都並 敏史, Tsunami Satoshi) (Tóquio, 14 de Agosto de 1961) é um ex-futebolista e treinador de futebol japonês que atuava como lateral-esquerdo. Atualmente comanda o Briobecca Urayasu, equipe da Japan Football League (quarta divisão nacional). É pai do jogador Yuta Tsunami, que também atua como lateral.

## Carreira de jogador
Ele jogou para o Yomiuri Club (atual Tokyo Verdy) da Liga Japonesa de Futebol, que foi transformado em Verdy Kawasaki quando a J1 League foi fundada, entre 1980 e 1995. No final de sua carreira, jogou por Avispa Fukuoka (1996 a 1997) e Bellmare Hiratsuka (atual Shonan Bellmare, entre 1997 e 1998).
Ele foi jogou 79 vezes e marcou 2 gols para a seleção nacional japonesa entre 1980 e 1995. Ele fez sua primeira aparição internacional em 22 de dezembro de 1980 em uma eliminatória da Copa do Mundo contra Singapura em Hong Kong. Ele marcou seu primeiro gol em jogo internacional em 20 de setembro de 1986 em uma partida dos Jogos Asiáticos contra o Nepal em Daejeon, na Coreia do Sul.
Ele foi membro da equipe que ganhou a Copa da Ásia de 1992, tendo jogado quatro dos cinco jogos do Japão.
Ele foi um jogador tão importante que o treinador nacional Hans Ooft o chamou para integrar o time do Japão na fase de qualificação final da AFC para a Copa do Mundo da FIFA de 1994, apesar de sua lesão. No entanto, ele não pôde jogar nenhum jogo na competição que foi centralizada em Doha, no Catar, já que sua recuperação não era tão boa quanto Ooft desejava que fosse.

## Carreira empresarial
Depois de terminar sua carreira de jogador, Tsunami trabalhou como comentarista na televisão e treinador no time juvenil do Tokyo Verdy. Ele adquiriu a S-Class Coaching License que era um pré-requisito para gerenciar um clube da J. League em 2004.
Em 2005, ele foi nomeado novo técnico do Vegalta Sendai da J2 League. O Vegalta terminou em quarto lugar e não conseguiu a promoção. Assim Tsunami foi demitido após uma temporada. Em 2006, tornou-se assistente de Ruy Ramos no Tokyo Verdy. Mais uma vez, o time não conseguiu subir e foi demitido após uma temporada. Em 2007, ele se tornou o novo comandante do recém-chegado Cerezo Osaka, mas foi demitido em maio, depois de um mau começo.
Em 2008, ele foi nomeado como treinador do Yokohama FC, mas foi demitido no final da temporada de 2008. Entre 2014 e 2018, trabalhou como diretor técnico do Briobecca Urayasu, assumindo o comando técnico do time em janeiro de 2019.

## Títulos
Yomiuri / Verdy Kawasaki
- Liga Japonesa de Futebol / J. League: 1983, 1984, 1986–87, 1990–91, 1991–92, 1993, 1994
- Copa do Imperador: 1984, 1986, 1987
- Supercopa do Japão: 1984, 1994, 1995
- Konica Cup: 1990
- Liga dos Campeões da AFC: 1987
- Copa Sanwa Bank: 1994

Seleção Japonesa
- Copa da Ásia: 1992